# Klas Mede
Klas Håkan Mede, född 10 april 1939 i Stockholm, är en svensk företagsledare. 
Efter examen från Handelshögskolan i Stockholm 1965 följde anställningar hos Göteborgsbanken 1965–1970, Svenska AB Philips 1971–1973, Götabanken 1973–1978 och PK finans AB 1978–1980. Han var sedan VD för AB Volvofinans 1980–1987, vice VD för AB Finans Vendor 1987–1988 och därefter VD för Finax Finans AB från 1988.
Klas Mede är son till ingenjör Carl Mede och Elsa Magnusson. Han är sedan 1965 gift med Ulla Linnander (född 1940) och far till komikern Petra Mede.